# Twee Beelden
Twee Beelden is een beeldenpaar van de kunstenaar Jo Rens. Het staat voor de technische school aan de Passiebloemstraat in Paramaribo. Suriname, een zijstraat van de Jagernath Lachmonstraat.
De standbeelden zijn van een man met een boek en een man met hamer. Ze vertegenwoordigen het werk van de ambachtsman met de handen en met het hoofd. Jo Rens had in het jaar ervoor indruk gewekt, met op 6 januari 1958 de opening van zijn atelier en vanaf 9 juni 1958 een tentoonstelling waar meer dan duizend bezoekers op afkwamen.
Het monument werd op 4 juli 1959 onthuld door waarnemend gouverneur Cornelis Nagtegaal. Onder de aanwezigen bevonden zich verder de ministers William Emanuël Juglall van Onderwijs, Archibald Currie van Sociale Zaken en Volkshuisvesting en Arnold Smit van Openbare Werken.